# Adam Daniewicz

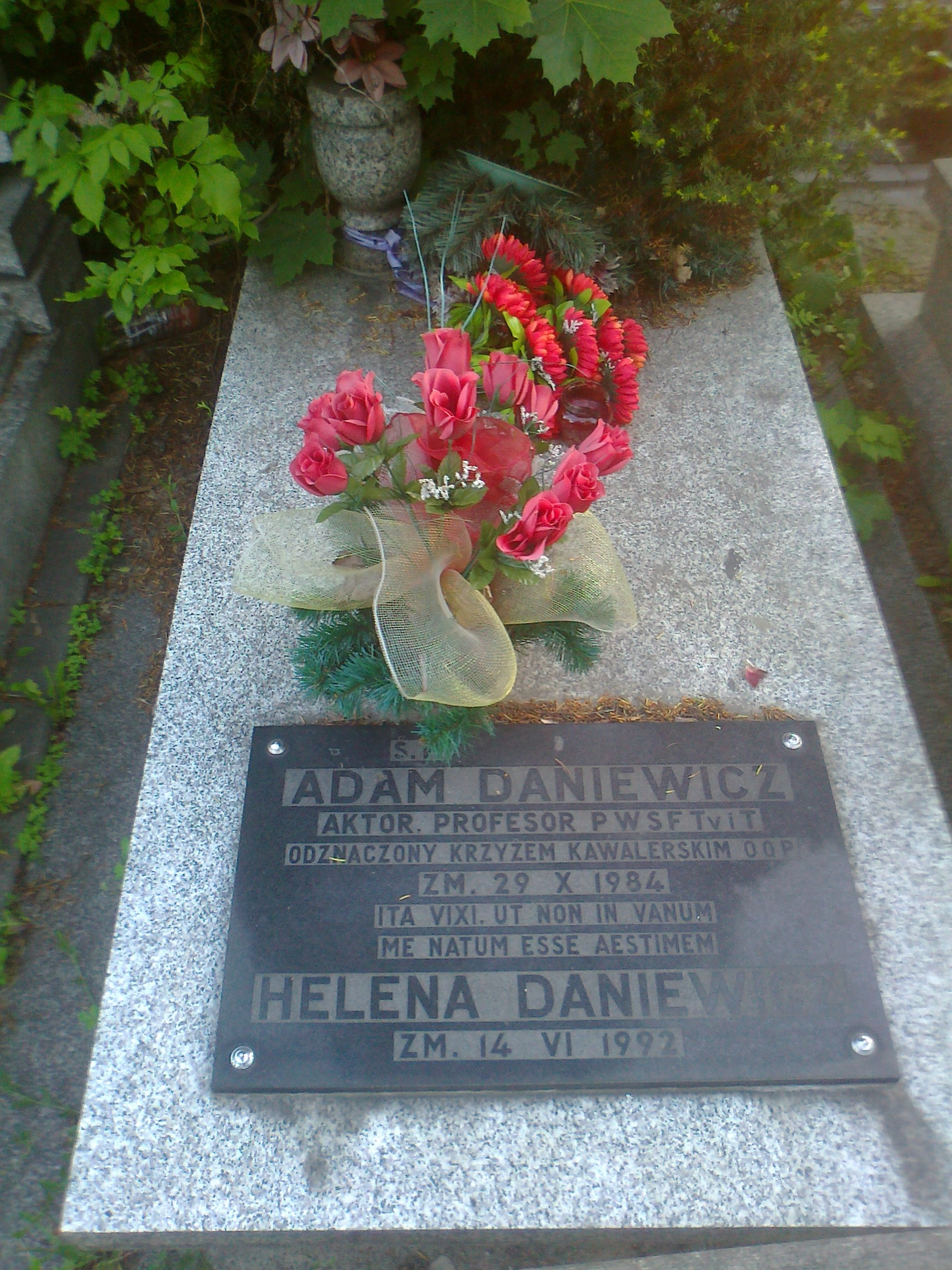
Grób Adama Daniewicza na cmentarzu komunalnym na Dołach w Łodzi

Adam Daniewicz, właśc. Adam Freyman (ur. 10 lipca 1906 w Borysławiu, zm. 29 października 1984 w Łodzi) – polski aktor, teatralny, filmowy i telewizyjny, pedagog.

## Życiorys
Urodził się 10 lipca 1906 w Borysławiu, ówcześnie znajdującego się na terenie Austro-Węgier (ob. Ukraina). W 1931 ukończył Miejską Szkołę Dramatyczną w Krakowie.
Przed II wojną światową występował na deskach teatrów Krakowa, Warszawy i Łodzi. Po wojnie związał się ze scenami łódzkimi: Teatru Powszechnego (1948–1949 i 1953–1959) oraz Teatru Nowego (1949–1953 i 1959–1973). W 1973 przeszedł na emeryturę.
W latach 1951–1977 wykładał na Wydziale Aktorskim PWSFTviT im. Leona Schillera w Łodzi, był też prorektorem tej uczelni.
Występował również w Teatrze Telewizji, m.in. w spektaklach: Rewizor Nikołaja Gogola w reż. Witolda Zatorskiego (1969) i Biała zaraza Karla Čapka w reż. Laco Adamika (1973).

## Filmografia
- Nasze dzieci (Unzere Kinder) (1948)
- Miasto nieujarzmione (1950)
- Trzy starty (1950) – ojciec Hanki
- Nikodem Dyzma (1956)
- Cafe „Pod Minogą” (1959)
- Ostatni kurs (1963) – mężczyzna w lokalu „Orion”
- Popioły (1965)
- Powrót doktora von Kniprode (1965) – ojciec Helgi (cz. 1. Na wilczym tropie)
- Doktor Ewa (serial telewizyjny) (1970) – ojciec Ewy (odc. 1. Trudny wybór)
- Tańczący jastrząb (1977)

## Odznaczenia i wyróżnienia
- Odznaka „Zasłużony Nauczyciel PRL” (1978)
- Zasłużony dla Teatru Nowego w Łodzi (1964)